# 5 groszy wzór 1958
5 groszy wzór 1958 – moneta pięciogroszowa, wprowadzona do obiegu 2 maja 1958 r. zarządzeniem Ministra Finansów z 17 kwietnia 1958 r. (M.P. z 1958 r. nr 31, poz. 177), wycofana z obiegu z dniem denominacji z 1 stycznia 1995 roku, rozporządzeniem prezesa Narodowego Banku Polskiego z dnia 18 listopada 1994 (M.P. z 1994 r. nr 61, poz. 541).
Monetę bito w latach 1958–1972.

## Awers
W centralnym punkcie umieszczono godło – orła bez korony, poniżej rok bicia, dookoła napis „POLSKA RZECZPOSPOLITA LUDOWA”, a na monetach od 1965 roku, pod łapą orła dodano znak mennicy w Warszawie.

## Rewers
Na tej stronie monety znajduje się cyfra „5", poniżej napis „GROSZY”, a pod nim i z lewej strony gałązka.

## Nakład
Mennica Państwowa w Warszawie biła monetę w alupolonie na krążku o średnicy 16 mm, masie 0,6 grama, z rantem gładkim, według projektu Andreja Petera. Nakłady monety w poszczególnych latach przedstawiały się następująco:
| Rocznik       | Znak mennicy | Nakład (sztuk) |
| ------------- | ------------ | -------------- |
| 5 groszy 1958 |              | 53 521 000     |
| 5 groszy 1959 |              | 28 563 712     |
| 5 groszy 1960 |              | 12 246 000     |
| 5 groszy 1961 |              | 29 501 882     |
| 5 groszy 1962 |              | 90 257 005     |
| 5 groszy 1963 |              | 20 877 779     |
| 5 groszy 1965 | MW           | 5 050 000      |
| 5 groszy 1967 | MW           | 10 056 000     |
| 5 groszy 1968 | MW           | 10 196 000     |
| 5 groszy 1970 | MW           | 20 095 000     |
| 5 groszy 1971 | MW           | 20 000 000     |
| 5 groszy 1972 | MW           | 10 000 000     |

## Opis
Średnica monety była identyczna ze średnicą pięciogroszówki wzoru 1939 z otworem bitej w okresie Generalnego Gubernatorstwa.
Pięciogroszówka oficjalnie została wycofana z dniem denominacji z 1 stycznia 1995 r., ale ze względu na spadek siły nabywczej z obiegu zniknęła już na początku lat siedemdziesiątych dwudziestego wieku.
Od 2 maja 1958 do 1 stycznia 1960 roku w obiegu krążyły obok siebie pięciogroszówki z nazwą państwa Rzeczpospolita Polska (1949) oraz Polska Rzeczpospolita Ludowa (1958, 1959).
W niektórych źródłach z drugiego dziesięciolecia XXI w. jako formalna data wycofania 5-groszówki 1949 z alupolonu podawany jest 1 stycznia 1995, a nie 1 stycznia 1960 jak w przypadku wersji z brązu. Oznacza to, że z prawnego punktu widzenia obiegowymi były monety 5-groszowe zarówno z nazwą państwa Rzeczpospolita Polska jak i Polska Rzeczpospolita Ludowa aż do dnia denominacji złotego z 1995 r.

## Wersje próbne
Istnieją wersje tej monety należące do serii próbnych w mosiądzu (rok 1958) i niklu (rok 1963), pierwsza z wklęsłym druga wypukłym napisem „PRÓBA”, wybite w nakładzie 100 i 500 sztuk odpowiednio.